# Ла-Парра-де-лас-Вегас
Ла-Парра-де-лас-Вегас (ісп. La Parra de las Vegas) — муніципалітет в Іспанії, у складі автономної спільноти Кастилія-Ла-Манча, у провінції Куенка. Населення — 36 осіб (2010).
Муніципалітет розташований на відстані близько 140 км на південний схід від Мадрида, 23 км на південь від Куенки.

## Демографія
Динаміка населення (INE ):